# Xã Independence, Quận Lee, Arkansas
Xã Independence (tiếng Anh: Independence Township) là một xã thuộc quận Lee, tiểu bang Arkansas, Hoa Kỳ. Năm 2010, dân số của xã này là 5.266 người.